# Puente Viejo de Oruña
El Puente Viejo es un puente sobre el río Pas situado entre las localidades de Oruña y Arce, ambas del municipio de Piélagos, en Cantabria, España. Fue construido a finales del siglo XVI y está declarado Bien de interés cultural.

## Historia
Fue construido en 1585 por el maestro cantero de Liérganes Bartolomé de Hermosa, durante el reinado de Felipe II quien también construyó el puente de esa localidad. Tuvo un coste de 6.000 ducados. Pocos años después, debido a los efectos de las riadas, se llevaron a cabo varias mejoras, adjudicadas también a Hermosa en 1.550 ducados; hubo que reforzar la cimentación, añadiendo un sistema de emparrillado en torno a los pilares.
Se encuentra situado en la N-611, la cual conecta Venta de Baños con Santander y es parte del antiguo Camino Real de Reinosa al puerto de Santander, promovido por el Marqués de la Ensenada en tiempos del reinado de Fernando VI con la intención de facilitar el comercio de lanas y harinas castellanas hacia el exterior, a través de este puerto cántabro. Esta vía fue concluida en 1753.
Hasta 1963, fecha en la que se construye un nuevo puente, era el único punto para vadear el río Pas en el amplio tránsito de viajeros y mercancías a través de la carretera N-611. Se cree que desde tiempo inmemorial existiría algún puente de madera o de fábrica de origen romano, pues fueron los que diseñaron esta vía.
Fue declarado Bien de interés cultural el 20 de diciembre de 1984.

## Descripción
Se trata de una obra realizada en tiempos del barroco muy primitivo aunque no guarda estilo de época, como tampoco renacentista pues es una obra sobria y rústica, aunque sólida. Su fábrica es de roca caliza, bien labrada, en sillares de variado volumen, originariamente a hueso, aunque actualmente se aprecia el llagado protector. Tiene amplios paramentos hasta tímpanos y largos estribos bien amurallados para protegerse de crecidas, todo ello con exceso de líquenes y hongos sobre piedras. Consta de cinco vanos, uno de ellos semienterrado, dos sobre cauce, de arco de medio punto, ligeramente abiertos. El soporte aguas abajo se logra por cuatro estrechos espolones cuadrangulares, a modo de contrafuertes, realizados con buena sillería. Presenta bóvedas de intradós bien formadas aunque tienen exceso de costras de cales, sales y otros componentes minerales, producto de las consabidas filtraciones. Tiene buenas boquillas con dovelas bien trabajadas y ensambladas. Su perfil de plataforma está ligeramente alomado con calzada aproximada a los 3,50 metros de ancho y descansaderos aprovechando el cenit de espolones y tajamares, con altas y fuertes manguardias de piedra en bordes, sin aceras peatonales y cubierta con varios recrecidos de asfalto.